# محله آخوند
محله آخوند یکی از محلات قدیمی شهر قزوین است که در بافت تاریخی آن قرار گرفته‌است. شکل‌گیری محله آخوند به دوره صفویه و شروع گسترش منطقه قزوین به عنوان یک شهر و پایتخت صفویان قبل از اصفهان بازمی‌گردد و بیش تر توسعه و ساخت اماکن تاریخی آن در دوره قاجار انجام شده‌است.
از جمله اماکن برجسته و آثار تاریخی این محله می‌توان از مدرسه سردار، آب‌انبار سردار کوچک، حمام بلور، خانه امام جمعه شهیدی، خانه محصص (محل بنیاد ایرانشناسی)، مقبره آخوند، خانه زرنگار و مسجد سبز نام برد.
در راستای احیای هویت تاریخی شهر و محلات قدیمی، طرح بهسازی و مرمت این محله توسط شهرداری قزوین در سال ۱۳۸۷ به انجام رسید.
سازمان میراث فرهنگی در حال آماده‌سازی پرونده ای برای ثبت جهانی هسته تاریخی شهر قزوین می‌باشد.